# Эрфурт (административный округ, Пруссия)
Административный округ Эрфурт, также Эрфуртский округ (нем. Regierungsbezirk Erfurt) — административно-территориальная единица второго уровня в Пруссии, существовавшая в 1816—1944 годы в Прусской Саксонии и в 1944—1945 в качестве самостоятельной административной единицы, не входящей ни в какую прусскую провинцию. Особенностью округа были его многочисленные эксклавы и анклавы, переплетённые с тюрингскими территориями. Административный центр округа — город Эрфурт. Сегодня основная территория бывшего округа входит в состав федеральной земли Тюрингия.

## История
В 1815 году по итогам Венского конгресса по окончании освободительных войн Пруссия получила назад утраченные в 1807 году по Тильзитскому миру земли средней Эльбы, а также свои приобретения 1802 года, потерянные в 1807 году. На западной части отошедших Пруссии саксонских территорий, отличавшихся весьма сложной приграничной полосой с многочисленными эксклавами и анклавами, была образована провинция Саксония. В 1816 году на территории провинции были созданы три округа — Магдебург, Мерзебург и Эрфурт.
В 1920 году многочисленные раздробленные тюрингские государства объединились в единую землю Тюрингия. При этом попытки со стороны Тюрингии включить также и территорию округа Эрфурт не увенчались успехом в результате противостояния Пруссии, в составе которой находился этот округ. В последующие годы в регионе было произведено многочисленное количество административных реформ, в результате которых сокращалось количество эксклавов и анклавов округа.
Указом фюрера от 1 апреля 1944 года была упразднена провинция Саксония. При этом входившие в неё округа Мерзебург и Магдебург были провозглашёны самостоятельными провинциями Галле-Мерзебург и Магдебург. Состоящий же из нескольких территориально не связанных между собой частей округ Эрфурт переходил в прямое подчинение рейхсштатгальтеру земли Тюрингия, административно став самостоятельным округом, не входившим ни в какую прусскую провинцию. Одновременно была ликвидирована и прусская провинция Гессен-Нассау, при этом её эксклавный район Шмалькальден был передан в округ Эрфурт. Указ вступил в силу с 1 июля 1944 года.
В июне 1945 года после ликвидации Пруссии оккупационными властями территория округа Эрфурт была официально передана в состав Тюрингии, ставшей в 1949 году частью нового государства — Германской Демократической Республики. В декабре 1950 года в город Эрфурт была перенесена и столица земли Тюрингия. Округ Эрфурт был упразднён в 1952 году в ходе административной реформы вместе с землями ГДР.

## Административное деление

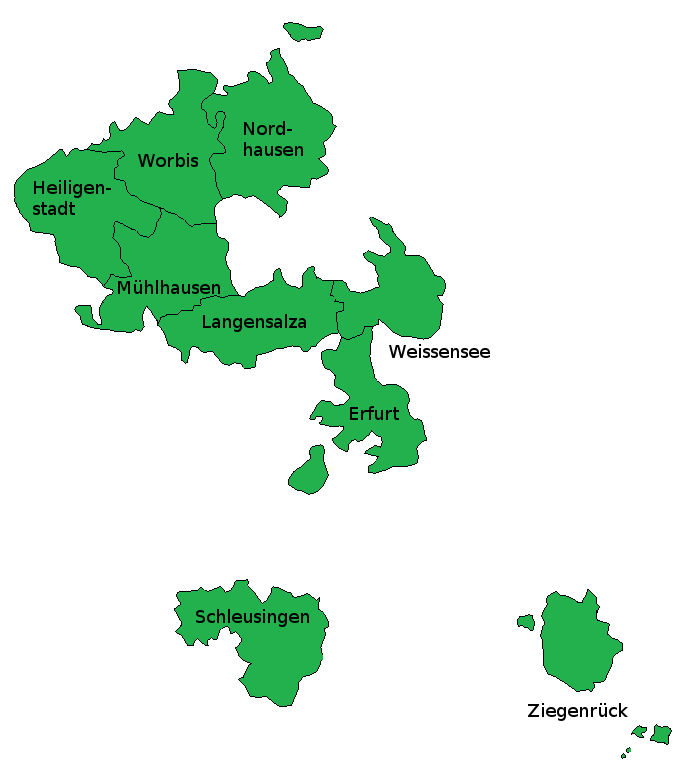
Административное деление в 1820 году

Список районов округа Эрфурт с указанием их административных центров:
- Городские районы
  - городской район Эрфурт (выделен в 1872)
  - городской район Нордхаузен (выделен в 1882)
  - городской район Мюльхаузен (выделен в 1892)
- Сельские районы
  - район Хайлигенштадт, адм. центр — Хайлигенштадт
  - район Ворбис, адм. центр — Ворбис
  - район Графство Хонштайн (1816—1888: Нордхаузен), адм. центр — Нордхаузен
  - район Мюльхаузен, адм. центр — Мюльхаузен
  - район Лангензальца, адм. центр — Лангензальца
  - район Вайсензе, адм. центр — Штраусфурт (1816—1941), Вайсензе
  - район Эрфурт (присоединён к району Вайсензе в 1933), адм. центр — Эрфурт
  - район Шлёйзинген, адм. центр — Шлёйзинген (с 1929: Зуль)
  - район Цигенрюк, адм. центр — Ранис
  - район Шмалькальден (передан в 1944 из провинции Гессен-Нассау), адм. центр — Шмалькальден

## Территория и население
По состоянию на 1820 год в округе проживало 250 931 человек. В 1850 году число жителей составляло 350 459 человек, а к 1905 году возросло почти до 500 тысяч жителей. Территория и население округа Эрфурт в 1900, в 1925 годы, а также численность населения по состоянию на 17 мая 1939 года в границах на 1 января 1941 года и количество районов на 1 января 1941 года составляли:
| Годы      | Площадь, км² | Население, чел. | Количество районов | Количество районов |
| Годы      | Площадь, км² | Население, чел. | сельских           | городских          |
| --------- | ------------ | --------------- | ------------------ | ------------------ |
| 1900      | 3.531,61     | 466.419         | 9                  | 3                  |
| 1925      | 3.534,00     | 570.268         | 9                  | 3                  |
| 1939/1941 | 3.724,08     | 650.840         | 8                  | 3                  |

## После 1952 года
После упразднения в 1952 году земель в ГДР был создан новый округ Эрфурт (нем. Bezirk Erfurt) с уже совсем другими границами. После восстановления земель в ГДР и объединения Германии в 1990 году округ Эрфурт был снова восстановлен в качестве административного округа (нем. Regisrungsbezirk Erfurt), который просуществовал до 1994 года.
Сегодня основная территория некогда прусского округа Эрфурт входит в состав земли Тюрингия. Несколько приграничных поселений входят сегодня в состав земель Гессен, Нижняя Саксония и Саксония-Анхальт.